# Corchorus neocaledonicus
Corchorus neocaledonicus är en malvaväxtart som beskrevs av Schlechter. Corchorus neocaledonicus ingår i släktet Corchorus och familjen malvaväxter. Utöver nominatformen finns också underarten C. n. estellatus.